# Coltricia strigosipes
Coltricia strigosipes är en svampart som beskrevs av Corner 1991. Coltricia strigosipes ingår i släktet Coltricia och familjen Hymenochaetaceae.   Inga underarter finns listade i Catalogue of Life.